# Gracias a Dios, Simojovel
Gracias a Dios är en ort i Mexiko.   Den ligger i kommunen Simojovel och delstaten Chiapas, i den sydöstra delen av landet, 700 km öster om huvudstaden Mexico City. Gracias a Dios ligger 697 meter över havet och antalet invånare är 148.
Terrängen runt Gracias a Dios är kuperad åt sydost, men åt nordväst är den bergig. Runt Gracias a Dios är det ganska tätbefolkat, med 104 invånare per kvadratkilometer. Närmaste större samhälle är Simojovel de Allende, 7,0 km sydost om Gracias a Dios. Omgivningarna runt Gracias a Dios är en mosaik av jordbruksmark och naturlig växtlighet.